# Rhinocladiella compacta
Rhinocladiella compacta är en svampart som beskrevs av de Hoog 1977. Rhinocladiella compacta ingår i släktet Rhinocladiella och familjen Herpotrichiellaceae.   Inga underarter finns listade i Catalogue of Life.